# Waterstraalpomp

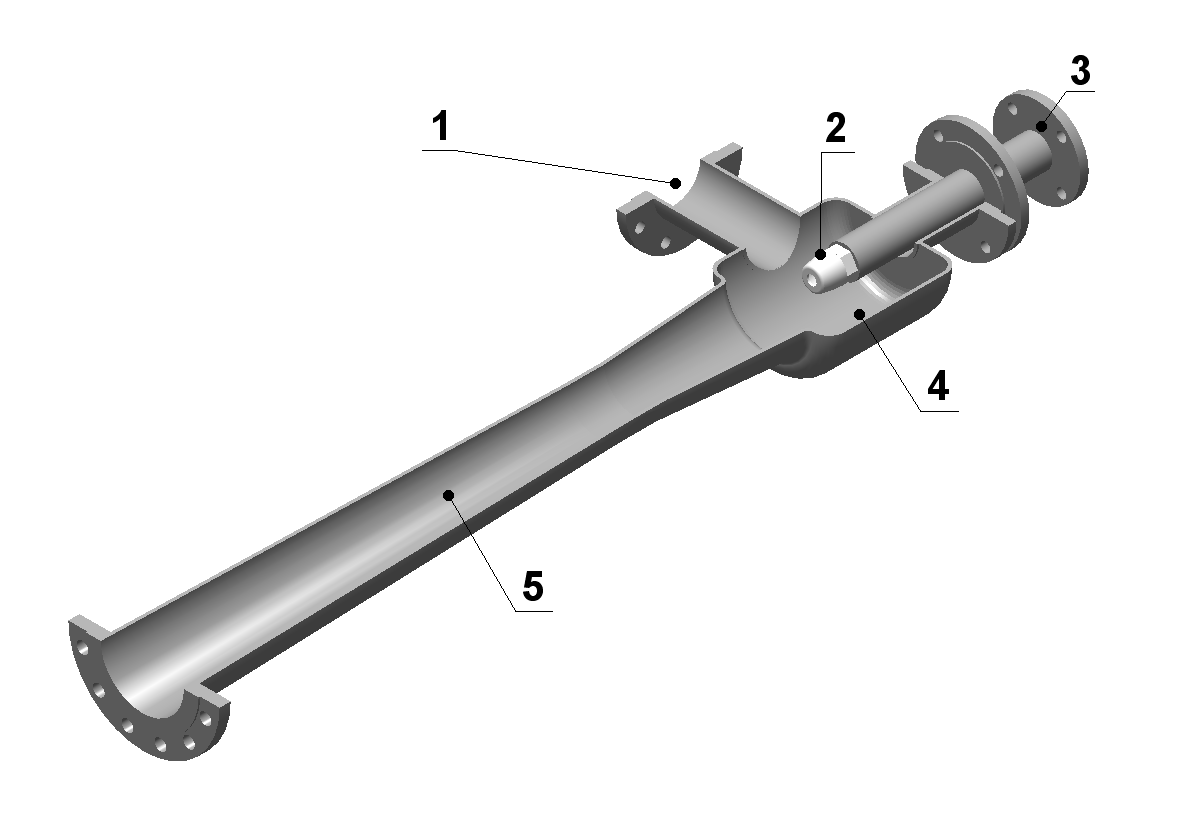
Waterstraalpomp doorgesneden:
1: zuigopening
2: convergente straalbuis
3: persinlaat
4: mengkamer
5: diffusor

Een waterstraalpomp is een zeer eenvoudige vacuümpomp zonder bewegende delen.
Water komt onder druk het apparaat binnen in de persinlaat (3) en verlaat de straalbuis (2) met hoge snelheid om daarna via de mengkamer (4) richting de wat wijdere diffusor (5) te stromen. 
Als gevolg van Venturi-effect (zie ook wet van Bernoulli), opgewekt door de hoge snelheid waarmee het water de straalbuis verlaat, ontstaat er een onderdruk in de mengkamer. Deze mengkamer heeft een zijopening (1) waardoor vanwege de onderdruk nu vloeistoffen of gassen worden aangezogen welke samen met het snelstromende water de waterstraalpomp verlaten.
Het apparaat verbruikt veel water omdat het alleen werkt met een continue waterstroom. In sommige toepassingen kan excessief watergebruik worden ondervangen door het recirculeren van het water via een opvangbassin. 
Het vacuüm dat met een waterstraalpomp verkregen wordt is niet hoog zodat daar bij de keuze van toepassingen rekening mee moet worden gehouden. Toepassingen zijn vaak grootschalig: afzuigen van filters of bijvoorbeeld in een bubbelbad waar lucht wordt meegezogen in de waterstraal. Ook bij verfspuiten, door een compressor aangedreven, wordt dit principe gebruikt. 
In bijvoorbeeld medische toepassingen gebruikt men een aspirator, die werkt met hetzelfde principe, doch kleinschalig is.